# Culicíneos
Os culicíneos (Culicinae) são uma subfamília de mosquitos, é a maior subfamília na família Culicidae, com 10 tribos, 38 gêneros e aproximadamente 3.000 espécies.
Morfologicamente os culicíneos se diferenciam das outra subfamília devido todos os adultos terem margem posterior do escutelo trilobada nos dois sexos, os palpos das fêmeas são muito menores que a probóscide, os ovos não term flutuadores e as larvas têm os espiráculos posicionados na extremidade de um sifão.

## Géneros[1]

### Tribo Aedeomyiini
- Aedeomyia Theobald, 1901

### Tribo Aedini
- Aedes Meigen, 1818
- Armigeres
- Ayurakitia
- Eretmapodites
- Haemagogus Williston, 1896
- Heizmannia
- Opifex
- Psorophora Robineau-Desvoidy, 1827
- Tanakaius
- Udaya
- Verrallina
- Zeugnomyia

### Tribo Culicini

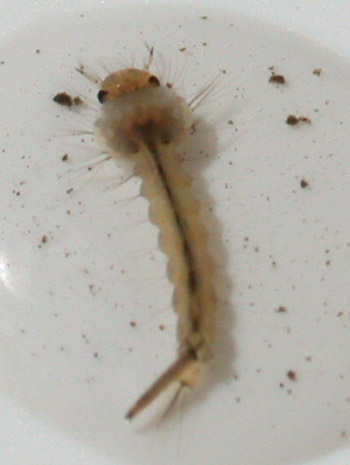
Larva de Culicinae

- Culex Linnaeus, 1758
- Deinocerites Theobald, 1901
- Galindomyia
- Lutzia

### Tribo Culisetini
- Culiseta

### Tribo Ficalbiini
- Ficalbia
- Mimomyia

### Tribo Hodgesiini
- Hodgesia

### Tribo Mansoniini
- Coquillettidia Dyar, 1905
- Mansonia Blanchard, 1901

### Tribo Orthopodomyiini
- Orthopodomyia Theobald, 1904

### Tribo Sabethini
- Isostomyia
- Johnbelkinia Zavortink, 1979
- Kimia  Vu Duc Huong & Harbach, 2007
- Limatus Theobald, 1901
- Malaya
- Maorigoeldia
- Onirion
- Runchomyia Theobald, 1903
- Sabethes Robineau-Desvoidy, 1827
- Shannoniana Lane & Cerqueira, 1942
- Topomyia
- Trichoprosopon Theobald, 1901
- Tripteroides
- Wyeomyia Theobald, 1901

### Tribo Uranotaeniini
- Uranotaenia Lynch Arribalzaga, 1891

### Referência bibliográfica
- Consoli RAGB, Lourenço-de-Oliveira R. (1994). Principais mosquitos de importância sanitária no Brasil (PDF). [S.l.]: Editora Fundação Instituto Oswaldo Cruz, Rio de Janeiro, Brasil